# Civil War (píseň)
Civil War je hardrocková píseň od skupiny Guns N' Roses. Jde o protiválečný protest song. Poprvé spatřila světlo světa na albu Nobody's Child: Romanian Angel Appeal, které zaštítili George Harrison se svou manželkou Olivií a jehož výtěžek šel na nadaci věnující se sirotkům v Rumunsku. Dále píseň vyšla na studiové desce Use Your Illusion II (jako titulní skladba alba) a na kompilaci Greatest Hits. Je také poslední skladbou, kterou se skupinou nahrál bubeník Steven Adler, předtím než byl vyhozen a na jeho místo přišel Matt Sorum.
Skladba se po svém vydání vyšplhala v žebříčku “Mainstream Rock Tracks Chart“ časopisu Billboard na čtvrté místo.

## Vznik písně
„Civil War“ napsali Slash, Duff McKagan a Axl Rose. Základní riff byl složen krátce před začátkem japonské části turné k albu Appetite for Destruction a kapela ho poté často hrála při zvukových zkouškách. Axl Rose postupně přidal k instrumentálnímu podkladu text, až se nakonec dopracoval ke kompletní písni, kterou si skupina poprvé vyzkoušela na zvukové zkoušce při pobytu v Melbourne.
Duff McKagan v roce 1993 uvedl, že některé části textu (konkrétně třeba verš „Did you wear the black arm band when they shot the man who said: 'Peace could last forever'?) dodal on. Nechal se prý inspirovat projevem Martina Luthera Kinga, který jako malý chlapec slyšel na jednom z protestních pochodů, jehož se zúčastnil se svojí matkou.

## Text písně a jeho výklad
Cílem textu bylo pravděpodobně vyslovit se proti jakýmkoliv válkám a vojenským operacím vůbec, nikoliv proti konkrétnímu konfliktu, neboť v době skládání a nahrávání písně se Spojené státy zrovna neúčastnily žádné zahraniční vojenské operace. Vojenské operace obecně v textu symbolizuje slovní spojení „Civil War“ – občanská válka. Zpěvák v refrénu tvrdí, že „nepotřebuje občanskou válku, která krmí bohaté a pohřbívá chudé.“ Stěžejní částí textu je bridge part:
- D'you wear a black armband
- When they shot the man
- Who said „Peace could last forever“
- And in my first memories
- They shot Kennedy
- I went numb when I learned to see
- So I never fell for Vietnam
- We got the wall of D.C. to remind us all
- That you can't trust freedom
- When it's not in your hands
- When everybody's fightin'
- For their promised land

V něm je mimo jiné zmíněn boj za lidská práva, válka ve Vietnamu a s největší pravděpodobností také vražda Johna F. Kennedyho. V době atentátu na prezidenta Kennedyho však bylo Axlovi pouze rok a Slash s Duffem ještě nebyli na světě, takže existuje i možnost, že příslušný verš odkazuje na vraždu prezidentova bratra Roberta Kennedyho o pár let později. Píseň končí recitovanou větou „What's so civil about war anyway?“. Jde o slovní hříčku pohrávající si s dvojím významem přídavného jména „civil“. Toto slovo se totiž do češtiny dá přeložit nejen jako „občanský“ (např. právě spojení „Civil War“), ale i jako „civilní“ – tedy nesouvisející s armádou a válkou.

## Citace použité v písní
- Jako intro písně se kapela rozhodla použít ve Spojených státech proslulou repliku Kapitána z filmu „Frajer Luke“ („What we've got here is… failure to communicate. Some men you just can't reach. So you get what we had here last week, which is the way he wants it… well, he gets it. I don't like it any more than you men.“) Tato replika byla v pozměněné verzi použita i v písni „Madagascar“ na albu Chinese Democracy.
- Jako jeden z brigde partů byl použit citát jednoho z peruánských vojenských generálů („We practice selective annihilation of mayors and government officials, for example, to create a vacuum, then we fill that vacuum. As popular war advances, peace is closer“.)

## Sestava
- Axl Rose – zpěv, hvízdání
- Izzy Stradlin – rytmická kytara
- Slash – sólová kytara, akustická kytara
- Duff McKagan – basová kytara, vokály
- Steven Adler – bicí
- Dizzy Reed – klavír